# (30828) Bethe
(30828) Bethe ist ein Asteroid des Hauptgürtels, der am 12. Oktober 1990 von den deutschen Astronomen Freimut Börngen und Lutz D. Schmadel an der Thüringer Landessternwarte Tautenburg (IAU-Code 033) in Thüringen entdeckt wurde.
Der Asteroid wurde nach dem deutsch-US-amerikanischen Physiker Hans Bethe (1906–2005) benannt, der auf Einladung von Robert Oppenheimer an der Atombombe und Wasserstoffbombe mitarbeitete und 1967 als erster Physiker den Nobelpreis für Physik für ein Thema aus der Astrophysik (seine Arbeiten über die Energieumwandlung in Sternen aus dem Jahre 1938) erhielt.